# Fabrice Mazliah
Fabrice Mazliah (né le 13 août 1972 à Genève) est un danseur et chorégraphe suisse.
En 1987, il suit des cours chez Brigitte Matteuzzi et Alicia de la Fuente, puis chez Beatriz Consuelo tout en intégrant la compagnie Stepping Out de Genève.
Trois ans plus tard, il part à Athènes rejoindre la Harris Mandafounis Dance Company et continue à suivre les cours de l'École nationale de danse d'Athènes.
C'est en 1992 que Fabrice Mazliah intègre, pendant deux ans, l'école-atelier Rudra de Maurice Béjart à Lausanne et participe au Béjart Ballet Lausanne.
En 1994, il obtient un contrat au Nederlands Dans Theater dirigé par Jiří Kylián.
En 1997, il est appelé au Ballet de Francfort sous la direction de William Forsythe où il enseigne une méthode pédagogique aux nouveaux danseurs de la compagnie.